# Simion Popescu
Simion Popescu (né le 11 août 1940) est un lutteur roumain spécialiste de la lutte gréco-romaine. Il participe aux Jeux olympiques d'été de 1968 et aux Jeux olympiques d'été de 1972. En 1968, il remporte la médaille de bronze en combattant dans la catégorie des poids plumes (57-63 kg). 

## Palmarès

### Jeux olympiques
- Jeux olympiques de 1968 à Mexico,  Mexique
  -  Médaille de bronze.

### Championnat du monde
- Médaille d'or en lutte gréco-romaine dans la catégorie des moins de 68 kg en 1969 à Mar del Plata

### Championnat d'Europe
- Médaille d'or en lutte gréco-romaine dans la catégorie des moins de 63 kg en 1967 à Minsk